# 빌헬름 글리제
빌헬름 글리제(독일어: Wilhelm Gliese, 1915년 6월 21일 ~ 1993년 6월 23일)는 독일의 천문학자로, 글리제의 근접 항성 목록을 출간했다.